# آگوست آندره توماس کاهورس
آگوست آندره توماس کاهورس (فرانسوی: Auguste André Thomas Cahours‎; ۲ اکتبر ۱۸۱۳ – ۱۷ مارس ۱۸۹۱) شیمی‌دان اهل فرانسه بود.
وی همچنین برندهٔ جوایزی همچون لژیون دونور (فرمانده) شده‌است.